# Rhyacophila adjuncta
Rhyacophila adjuncta är en nattsländeart som beskrevs av Mclachlan 1884. Rhyacophila adjuncta ingår i släktet Rhyacophila och familjen rovnattsländor. Inga underarter finns listade i Catalogue of Life.